# Jaciment arqueològic de l'Horta d'en Puig
El Jaciment arqueològic de l'Horta d'en Puig és un jaciment arqueològic de l'època romana que es troba al Masnou (el Maresme).

## Descripció
Jaciment que s'interpreta com un abocador d'un forn romà amb una producció majoritària d'àmfores tipus Pascual 1 i ecipients (dolies) o elements constructius (teules). Es relaciona amb la vil·la de Cal Ros de les Cabres i l'abundància d'aigua i argiles.
Per desgràcia, quan es va detectar el jaciment ja s'havia rebaixat el terreny i destruït les possibles restes; per tant, només es va poder fer una recollida de material.

## Història
Jaciment descobert de forma fortuïta durant les obres de construcció de la nau del parc Central dels Serveis de manteniment (Sector Voramar I) del Masnou.
L'any 1998, amb motiu del projecte de construcció d'una estació de servei es va fer un seguiment arqueològic que va donar resultats negatius pel que fa a la localització de noves restes romanes.